# Javier Saviola
Javier Pedro Saviola Fernández, argentinski nogometaš in trener, * 11. december 1981, Buenos Aires, Argentina.
Sodeloval je na nogometnemu delu poletnih olimpijskih iger leta 2004. Med letoma 2016 in 2022 je bil pomočnik trenerja pri andorskem  klubu Ordino, od leta 2022 pa pri selekciji Barcelone do 19 let.